# Bačko Dobro Polje
Bačko Dobro Polje (ćir.: Бачко Добро Поље, mađ.: Kisker, njem.:Klein Keer ) je naselje u općini Vrbas u Južnobačkom okrugu u Vojvodini.

## Povijest
Bačko Dobro Polje je bilo naseljeno većinom Nijemcima tako da je 1910. godine naselje imalo 3.550 stanovnika od toga 3.435 Nijemaca.
Godine 1871. Bačko Dobro Polje je imalo je 3.137 stanovnika. Poslije Drugog svjetskog rata, Bačko Dobro Polje su umjesto deportiranih Nijemaca, naselili doseljenici 492 obitelji iz Crne Gore i 107 obitelji iz Makedonije. Prema popisu 2002. godine u selu živi 3.948 stanovnika, a većina se izjašnjava kao Srbi. Stanovništvo se pretežno bavi poljoprivredom, a zaposleni rade u Vrbasu i Zmajevu.

## Stanovništvo
U naselju Bačko Dobro Polje živi 3.929 stanovnika, od toga 3.038 punoljetna stanovnika, a prosječna starost stanovništva iznosi 37,9 godina (36,0 kod muškaraca i 39,8 kod žena). U naselju ima 1.158 domaćinstavo, a prosječan broj članova po domaćinstvu je 3,39.
Prema popisu stanovništva iz 1991. godine u naselju je živjelo 3.940 stanovnika.
| Etnički sastav 2002. |            |        |
| Narod                | Stanovnika | %      |
| Srbi                 | 2.246      | 57,16% |
| Crnogorci            | 1.500      | 38,17% |
| Mađari               | 37         | 0,94%  |
| Jugoslaveni          | 34         | 0,86%  |
| Hrvati               | 14         | 0,35%  |
| Ukrajinci            | 9          | 0,22%  |
| Makedonci            | 7          | 0,17%  |
| Nijemci              | 6          | 0,15%  |
| Slovaci              | 5          | 0,12%  |
| ostali               | 7          | 0,17%  |
| nepoznato            | 13         | 0,33%  |

| broj stanovnika | 3759  | 3763  | 3922  | 3622  | 3768  | 3940  | 3929  |
|                 | 1948. | 1953. | 1961. | 1971. | 1981. | 1991. | 2001. |

## Vanjske poveznice
- Karte, udaljenonosti, vremenska prognoza  Arhivirana inačica izvorne stranice od 24. studenoga 2009. (Wayback Machine)
- Satelitska snimka naselja